# Italo Viglianesi
Italo Viglianesi (Caltagirone, 1º gennaio 1916 – Roma, 19 gennaio 1995) è stato un sindacalista e politico italiano.

## Biografia
Assunto alla SNIA, nel 1944 mentre lavora presso la Montecatini, divenne dirigente sindacale del settore dei chimici presso la CGIL unitaria. Si iscrisse al Partito Socialista Italiano appena nato nel dopoguerra.
Rimase nel PSI di Nenni anche dopo la scissione di palazzo Barberini e la nascita del PSDI di Saragat. La sua cifra politica fu quella dell'autonomismo socialista.
Le sue convinzioni autonomiste acquistarono vigore dopo un viaggio nell'Unione Sovietica alla fine dell'estate del 1947. Egli ribadì più volte che la sua scelta autonomista più che da motivazioni ideologiche era dettata proprio dalla presa di coscienza di ciò che aveva visto dopo quel viaggio: "Una realtà sconvolgente, anche per quello che riguarda le condizioni di lavoro... Fu un'esperienza che lasciò il segno."
Fu il maggior fautore il 5 marzo 1950 della nascita della UIL, raccogliendo le componenti socialiste autonomiste, sindacalisti saragattiani e repubblicani. Fu segretario della UIL fino al 1969.
Nel 1963 fu eletto per la prima volta al senato di cui fra il 1968 e il 1970 fu vicepresidente. Fu Ministro dei trasporti e dell'aviazione civile dal 1970 al 1972 prima nel governo Rumor III e poi nel successivo governo Colombo. Rimase in carica come senatore fino al 1979, anno in cui si ritirò a vita privata. 
La morte lo colse a Roma nel 1995 all'età di 79 anni.